# Gamō Hideyuki
Gamō Hideyuki est un nom japonais traditionnel ; le nom de famille (ou le nom d'école), Gamō, précède donc le prénom (ou le nom d'artiste).
Gamō Hideyuki (蒲生 秀行, 1583-13 juin 1612) est un daimyo à la tête du domaine d'Aizu. Il est le fils de Gamō Ujisato. Chrétien, Hideyuki est transféré à Utsunomiya (180 000 koku) dans la province de Shimotsuke après la mort de son père en 1595. En 1600, il reçoit Aizu, d'une valeur de 600 000 koku, anciennement partie du han de son père.
Tadasato, fils ainé de Hideyuki, lui succède en 1612.

## Source de la traduction
- (en) Cet article est partiellement ou en totalité issu de l’article de Wikipédia en anglais intitulé « Gamō Hideyuki » (voir la liste des auteurs).